# Lista över medaljörer vid olympiska vinterspelen 1932
Detta är en lista över vinnare av medaljer i olympiska vinterspelen 1932. OS 1932 hölls i Lake Placid, USA. Det finns även en lista över den nationella och individuella medaljfördelningen vid olympiska vinterspelen 1932.

## Bobsleigh
| Gren   | Guld                                                            | Silver                                                                 | Brons                                                                  |
| 2-mans | USA · Hubert Stevens · Curtis Stevens                           | Schweiz · Reto Capadrutt · Oscar Geier                                 | USA · John Heaton · Robert Minton                                      |
| 4-mans | USA · William Fiske · Eddie Eagan · Clifford Gray · Jay O'Brien | USA · Henry Homburger · Percy Bryant · Francis Stevens · Edmund Horton | Tyskland · Hanns Kilian · Max Ludwig · Hans Mehlhorn · Sebastian Huber |

## Ishockey
| Gren   | Guld | Silver | Brons |
| Herrar | KanadaWilliam Cockburn · Clifford Crowley · Albert Duncanson · George Garbutt · Roy Hinkel · Vic Lindquist · Norman Malloy · Walter Monson · Kenneth Moore · Romeo Rivers · Hack Simpson · Hugh Sutherland · Stanley Wagner · Alston Wise | USAOsborne Anderson · John Bent · John Chase · John Cookman · Douglas Everett · Franklin Farrel · Joseph Fitzgerald · Edwin Frazier · John Garrison · Gerard Hallock · Robert Livingston · Francis Nelson · Winthrop Palmer · Gordon Smith | TysklandRudi Ball · Alfred Heinrich · Erich Herker · Gustav Jaenecke · Werner Korff · Walter Leinweber · Erich Römer · Martin Schröttle · Marquardt Slevogt · Georg Strobl · |

## Konståkning
| Gren      | Guld                                      | Silver                                  | Brons                                   |
| Herrar    | Karl Schäfer · Österrike                  | Gillis Grafström · Sverige              | Montgomery Wilson · Kanada              |
| Damer     | Sonia Henie · Norge                       | Fritzi Burger · Österrike               | Maribel Vinson · USA                    |
| Paråkning | Andrée Brunet · Pierre Brunet · Frankrike | Beatrix Loughran · Sherwin Badger · USA | Emília Rotter · László Szollás · Ungern |

## Längdskidåkning
| Gren  | Guld                      | Silver                    | Brons                    |
| 18 km | Sven Utterström · Sverige | Axel Wikström · Sverige   | Veli Saarinen · Finland  |
| 50 km | Veli Saarinen · Finland   | Väinö Liikkanen · Finland | Arne Rustadstuen · Norge |

## Backhoppning
| Gren         | Guld                | Silver            | Brons                  |
| Backhoppning | Birger Ruud · Norge | Hans Beck · Norge | Kaare Wahlberg · Norge |

## Nordisk kombination
| Gren                | Guld                         | Silver             | Brons                    |
| Nordisk kombination | Johan Grøttumsbråten · Norge | Ole Stenen · Norge | Hans Vinjarengen · Norge |

## Skridsko
| Gren     | Guld                | Silver                  | Brons                   |
| 500 m    | Jack Shea · USA     | Bernt Evensen · Norge   | Alexander Hurd · Kanada |
| 1 500 m  | Jack Shea · USA     | Alexander Hurd · Kanada | Willy Logan · Kanada    |
| 5 000 m  | Irving Jaffee · USA | Eddie Murphy · USA      | Willy Logan · Kanada    |
| 10 000 m | Irving Jaffee · USA | Ivar Ballangrud · Norge | Frank Stack · Kanada    |